# Haltepunkt Frankfurt (Main) Stresemannallee
Frankfurt (Main) Stresemannallee ist ein Haltepunkt im Netz der S-Bahn Rhein-Main. Unterhalb des Haltepunktes liegt eine Haltestelle der Straßenbahn Frankfurt am Main und des Stadtbus Frankfurt (Main).

## Lage und Umgebung
Die Station liegt an km 56,2 der S-Bahn-Strecke Frankfurt Süd–Darmstadt auf der südlichen Seite der Eisenbahnüberführung über die gleichnamige Straße im Stadtteil Sachsenhausen-Nord. Der Mittelbahnsteig ist von beiden Seiten der Straßenunterführung der gleichnamigen Straße aus über Treppen und von der westlichen Straßenseite auch barrierefrei durch einen Aufzug zugänglich. Die Zugänge öffnen sich an den Ecken.
Auf Straßenebene bestehen Umsteigemöglichkeiten in die Linie 17 der Frankfurter Straßenbahn und die Stadtbuslinie 78. Die Straßenbahnlinie 17 berührt neben dieser S-Bahn-Station noch drei weitere der hier haltenden S-Bahnen: Frankfurt-Louisa, Frankfurt-Hauptbahnhof und Frankfurt-Westbahnhof.

## Geschichte und Rolle im Netz der S-Bahn Rhein-Main

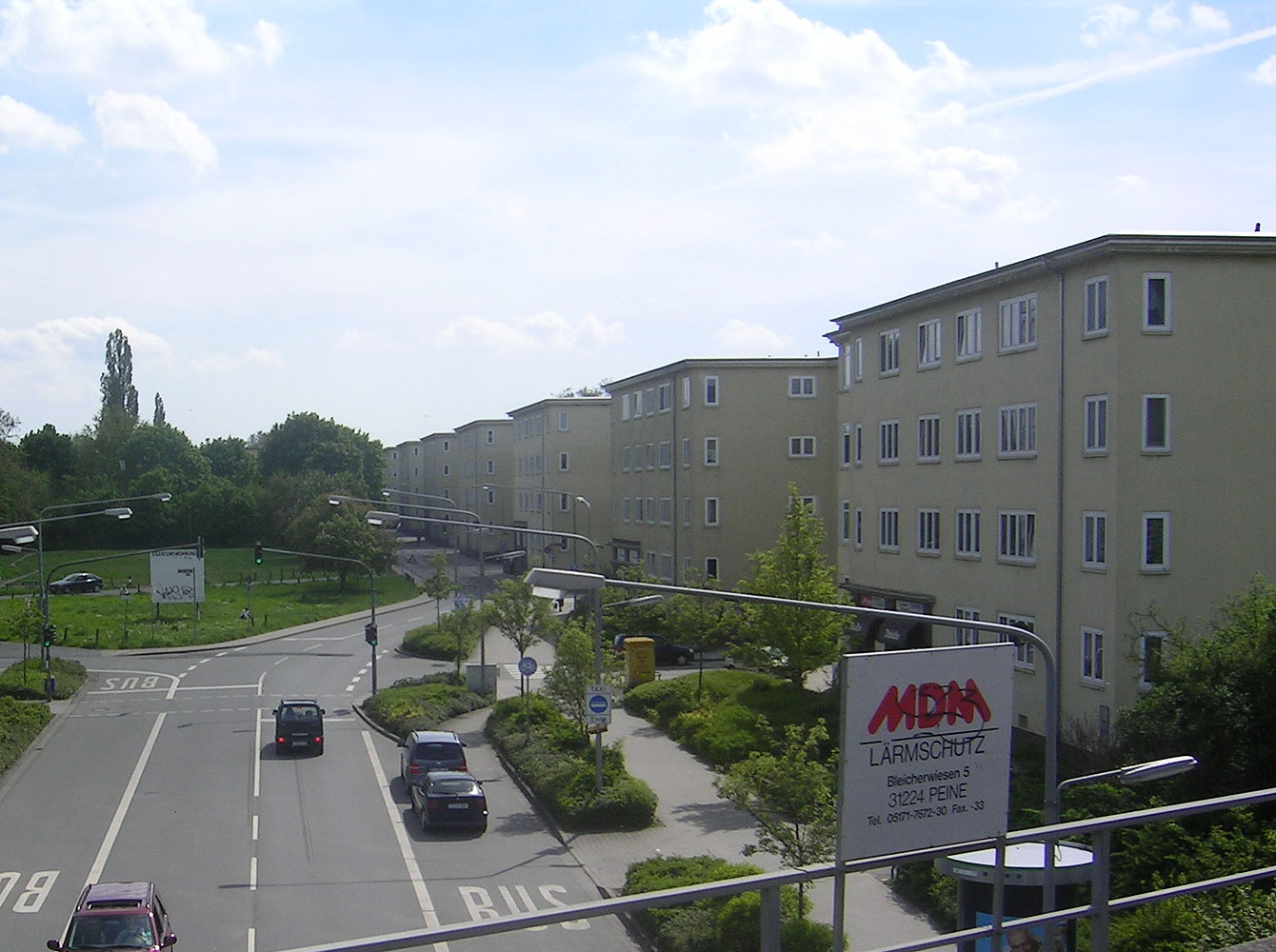
Blick vom Bahnsteig des S-Bahnhofs in südliche Richtung

Die S-Bahn-Station Stresemannallee wurde Anfang der 1990er Jahre zusammen mit dem 213 Meter langen die Fernbahngleise unterquerenden S-Bahn-Tunnel Frankfurt Stresemannalle als erster Abschnitt der getrennten S-Bahn-Strecke nach Darmstadt (Strecke 3688) errichtet, die sich in Frankfurt (Main) Süd an die aus dem City-Tunnel Frankfurt kommenden Strecken 3681 und 3682 anschließt.
Dazu wurde die alte Straßenunterführung der gleichnamigen Straße durch einen wesentlich breiteren Neubau östlich daneben ersetzt.
Diese S-Bahn-Station bildete für mehrere Jahre den Endpunkt des südlichen Außenasts der S-Bahn Rhein-Main. Die Linien S5 (von Bad Homburg und Friedrichsdorf her) und S6 (von Friedberg) endeten hier.
Im Zuge der Verlängerung der S-Bahn-Strecke Frankfurt Süd–Darmstadt entlang der Bahnstrecke Frankfurt am Main–Heidelberg, die 1997 in Betrieb genommen wurde, schließt sich als nächster Halt der Bahnhof Frankfurt-Louisa; von dort führt die Strecke über Langen nach Darmstadt. Parallel zur Station verläuft auch die Verbindungskurve der Bahnstrecke Frankfurt am Main–Heidelberg zum Südbahnhof (Strecke 3604).
Im Jahre 2014 wurde eine Neubaustrecke der Straßenbahn Frankfurt eröffnet, welche mit der neuen Linie 17 eine Haltestelle unterhalb der Eisenbahnbrücke und des Bahnhofs erhielt; diese wird auch von der Stadtbuslinie 78 bedient.

## Nutzung

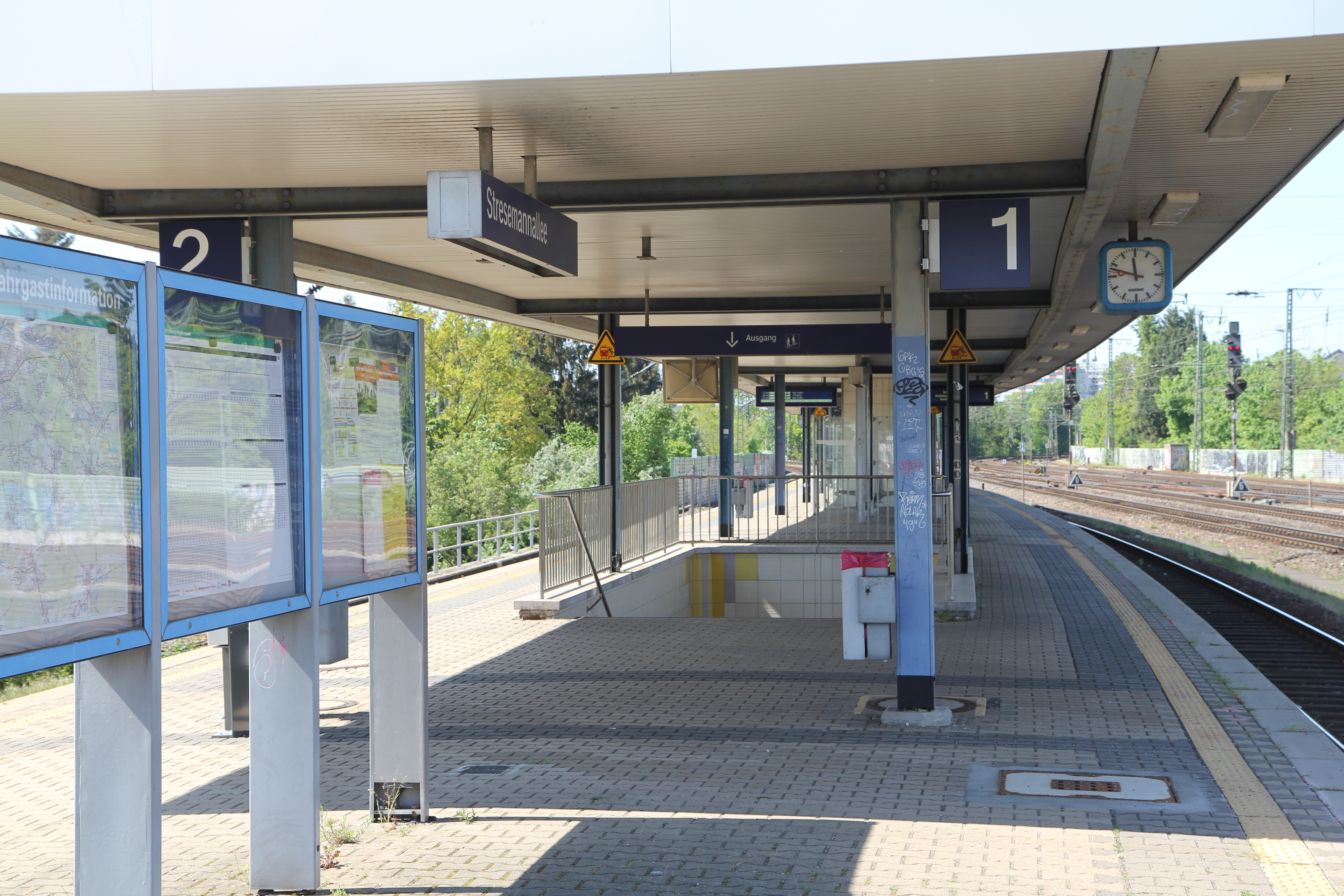
Bahnsteig der S-Bahn, Blick nach Westen

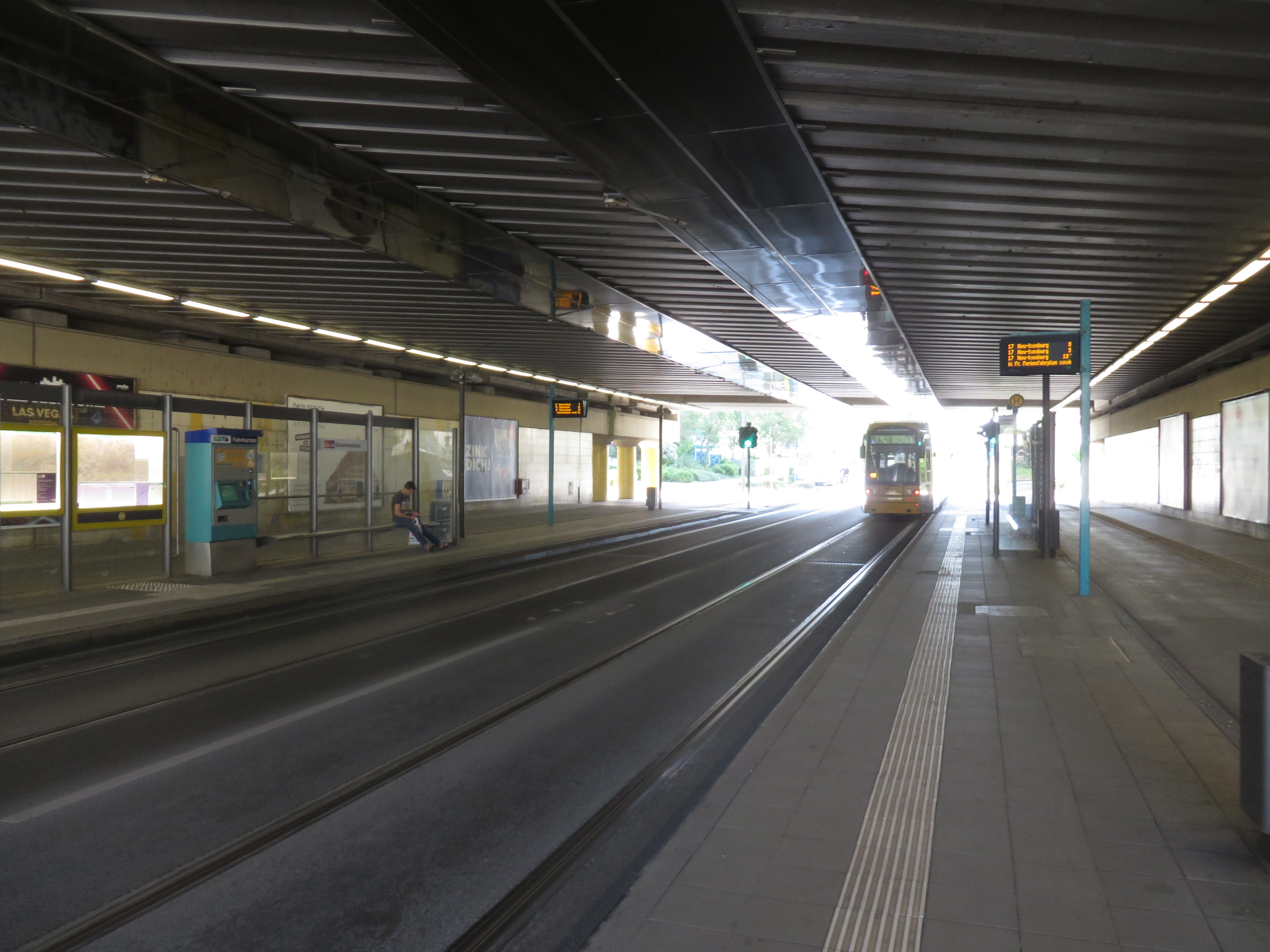
Tram 17 nach Neu Isenburg in der Unterführung unter der Eisenbahn

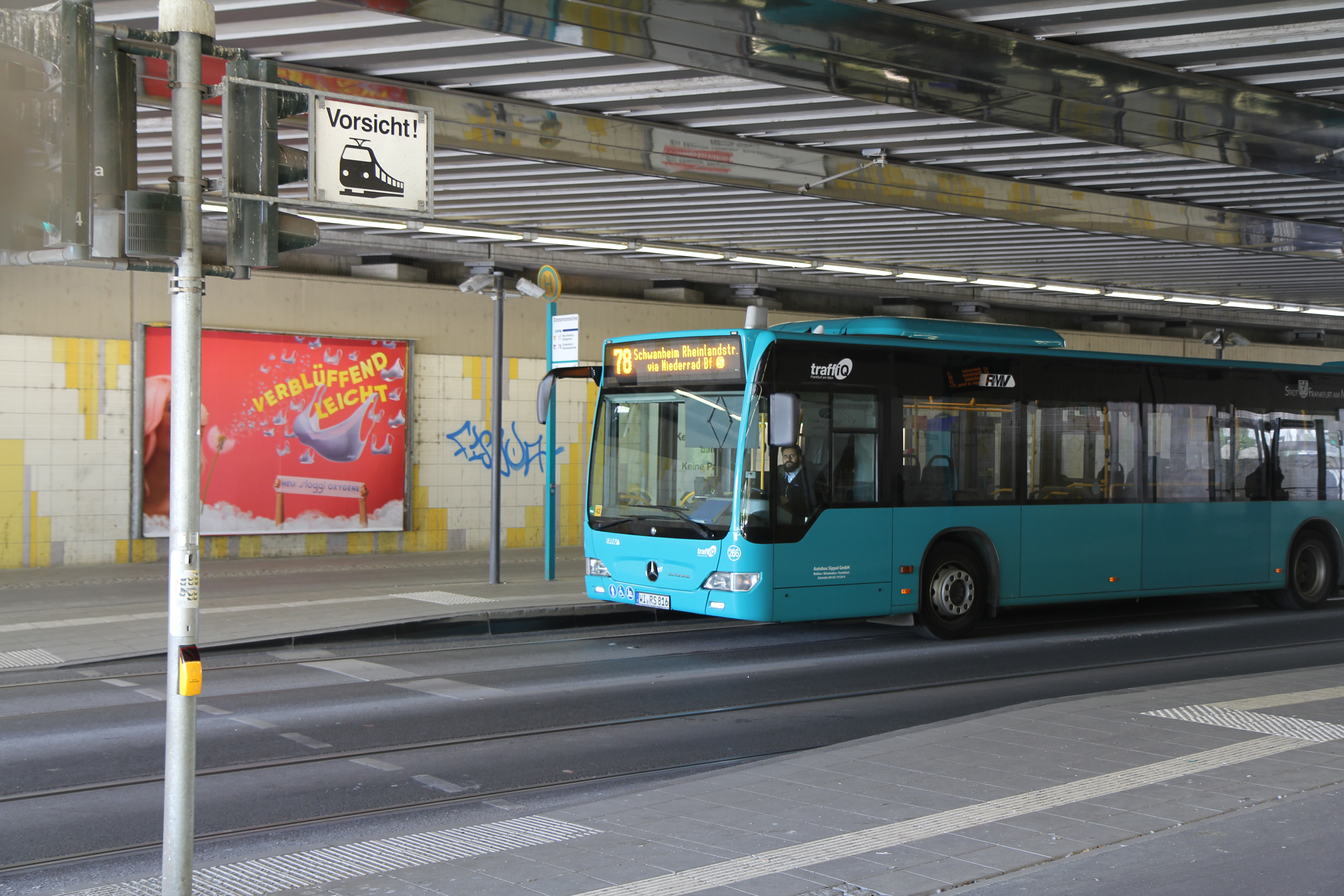
Bus der Linie 78 nach Schwanheim in der Unterführung

### S-Bahn-Verkehr
Der Haltepunkt wurde von 1997 bis 2024 von den Linien S3 und S4 der S-Bahn Rhein-Main angefahren. In den ersten sieben Jahren seines Bestehens diente die Station zudem den Linien S5 und S6 als Endstation. Seit 2024 bedient die Linie S6 die Station.
| Linie                    | Verlauf | Takt |
| ------------------------ | --- | --- |
| S6                       | (Friedberg (Hess) – Bruchenbrücken – Nieder-Wöllstadt – Okarben –) Groß Karben – Dortelweil – Bad Vilbel – Bad Vilbel Süd – Frankfurt-Berkersheim – Frankfurt-Frankfurter Berg – Frankfurt-Eschersheim – Frankfurt-Ginnheim – Frankfurt (Main) West – Frankfurt am Main Messe – Frankfurt (Main) Galluswarte – Frankfurt (Main) Hbf tief – Frankfurt (Main) Taunusanlage – Frankfurt (Main) Hauptwache – Frankfurt (Main) Konstablerwache – Frankfurt (Main) Ostendstraße – Frankfurt (Main) Lokalbahnhof – Frankfurt (Main) Süd – Frankfurt (Main) Stresemannallee – Frankfurt-Louisa – Neu-Isenburg – Dreieich-Buchschlag – Langen Flugsicherung – Langen (Hess) (– Egelsbach – Erzhausen – Darmstadt-Wixhausen – Darmstadt-Arheilgen – Darmstadt Hbf) | 15 min (Groß Karben–Langen montags–freitags, Bad Vilbel–Langen samstags, Bad Vilbel–Frankfurt Süd sonn-/feiertags) 30 min (Friedberg–Groß Karben montags–freitags, Friedberg–Bad Vilbel samstags, sonn-/feiertags und Langen–Darmstadt werktags, Frankfurt Süd–Darmstadt sonn-/feiertags) |
| Stand: 15. Dezember 2024 | | |

Der Haltepunkt Frankfurt (Main) Stresemannallee ist in die Preisklasse 5 der DB InfraGO eingeordnet.

### Straßenbahnverkehr
Seit 2014 wird die Haltestelle Stresemannallee, welche gleichzeitig mit einer Straßenbahn-Neubaustrecke eröffnet wurde, von der Linie 17 der Straßenbahn Frankfurt am Main angefahren. Diese verkehrt vom Rebstockbad über die Messe, den Hauptbahnhof und Sachsenhausen zur Stadtgrenze bei Neu-Isenburg.
| Linie | Verlauf | Takt                                                     |
| ----- | --- | -------------------------------------------------------- |
| 17    | Rebstockbad – City West – Festhalle/Messe – Hauptbahnhof – Stresemannallee Bahnhof – Fritz-Kissel-Siedlung – Louisa Bahnhof – Neu-Isenburg Stadtgrenze | 10 min (werktags) 7/8 min (HVZ) 15 min (sonn-/feiertags) |

### Stadtbusverkehr
An der Straßenbahnhaltestelle hält darüber hinaus auch die Stadtbuslinie 78 (Schwanheim Rheinlandstraße–Bürostadt Niederrad–Triftstraße–Südbahnhof) der Verkehrsgesellschaft Frankfurt (VGF) im 15- bis 30-Minuten-Takt.

## Bildergalerie von der S-Bahn-Station

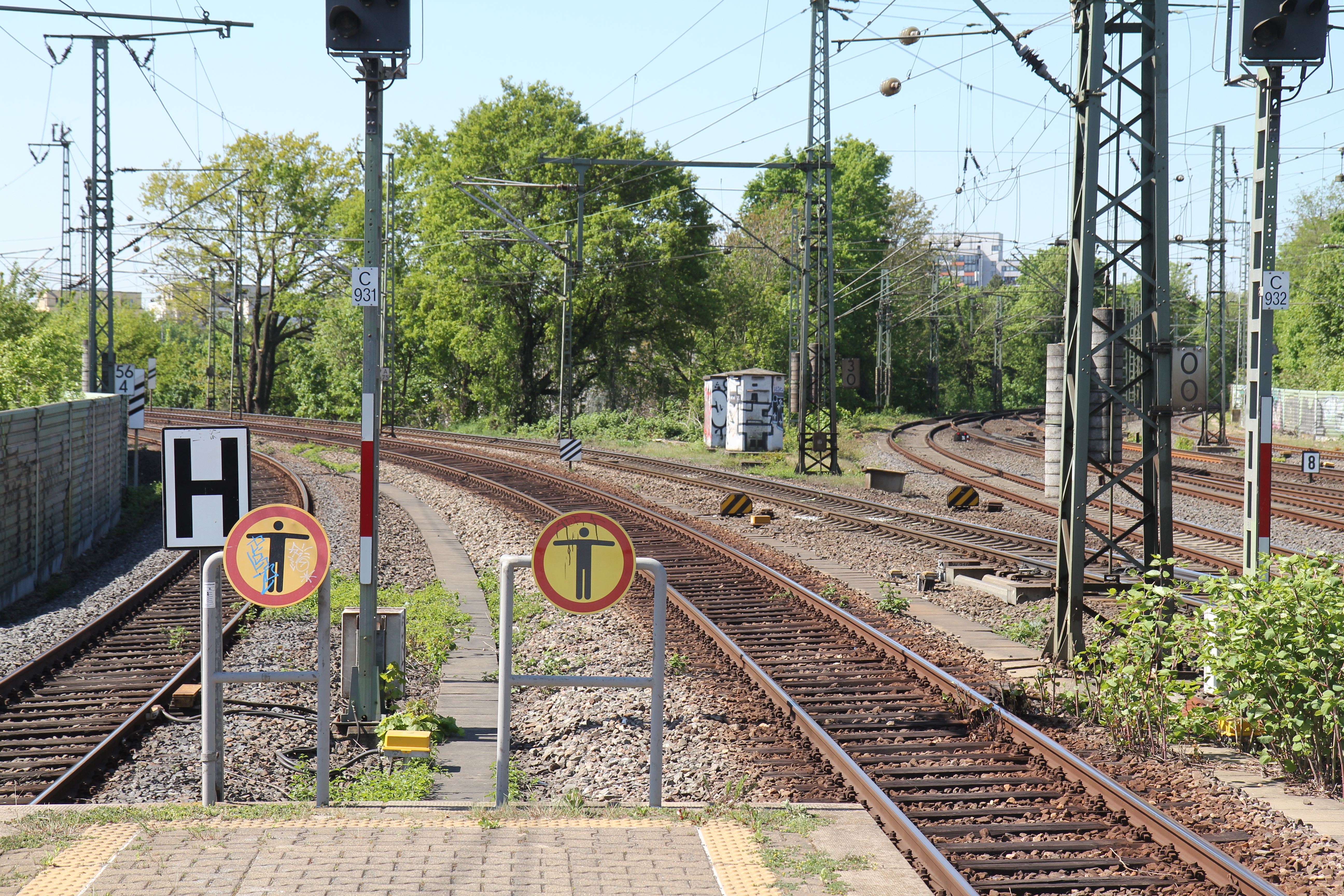
links: km 56,4 der S-Bahn-Strecke 3688 nach Darmstadt • Mitte: km 0,0 der Verbindungskurve 3604 zur Bahnstrecke Frankfurt am Main–Heidelberg 3601 • rechts: 3 km zum Hbf
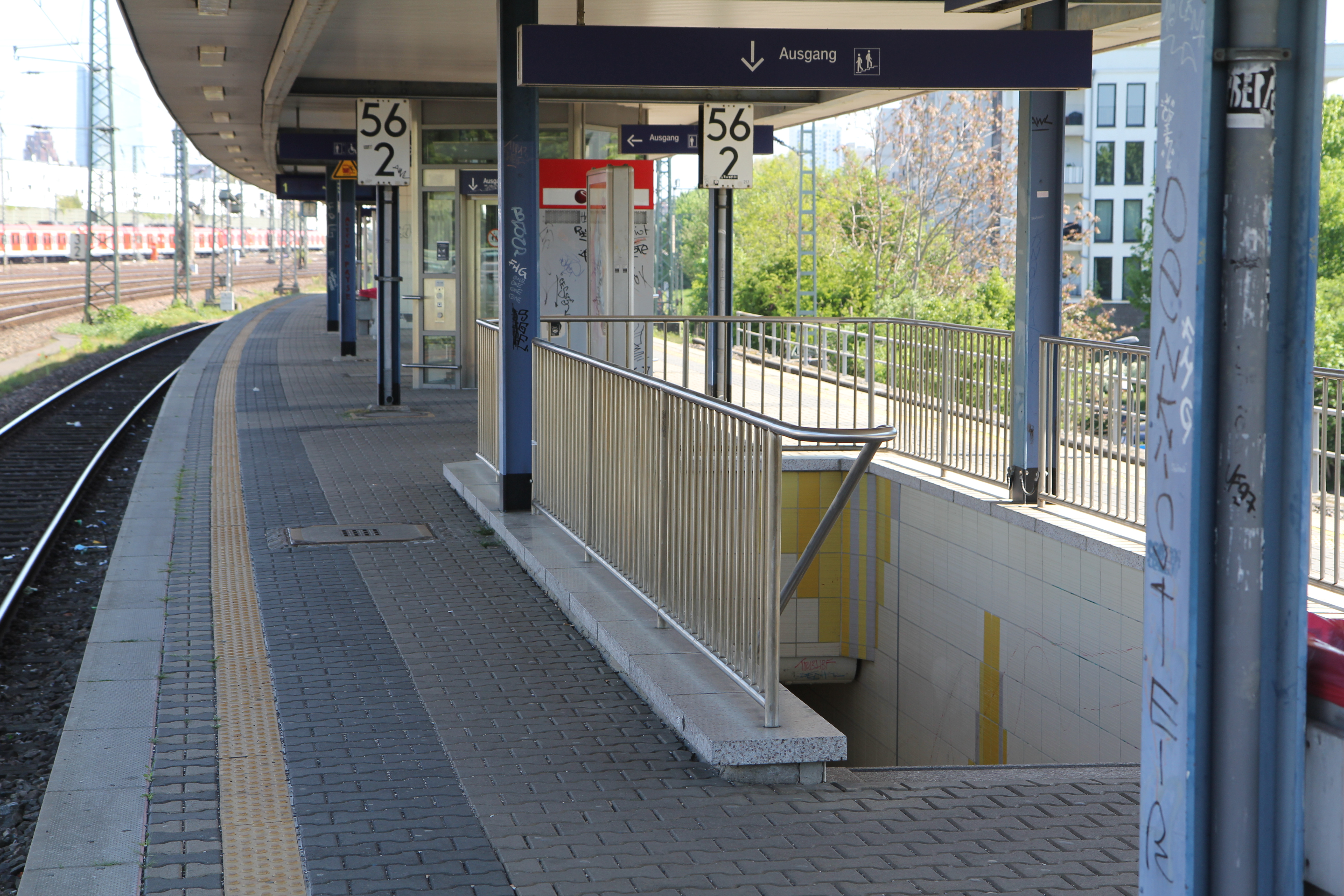
Bahnsteig mit Hektometertafeln der S-Bahn-Strecke 3688 F-Südbahnhof – Darmstadt, Blick nach Osten
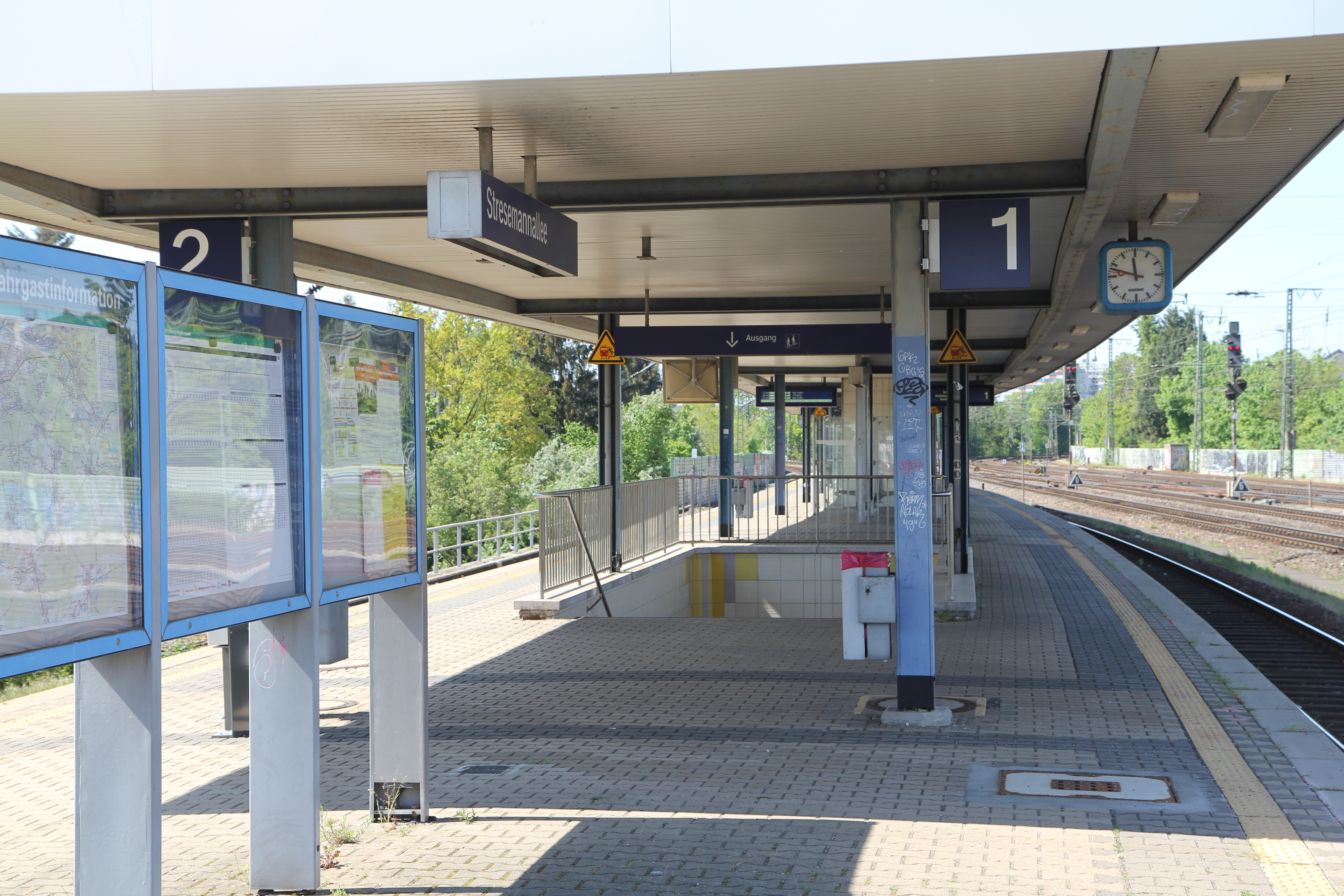
Bahnsteig, Blick westwärts
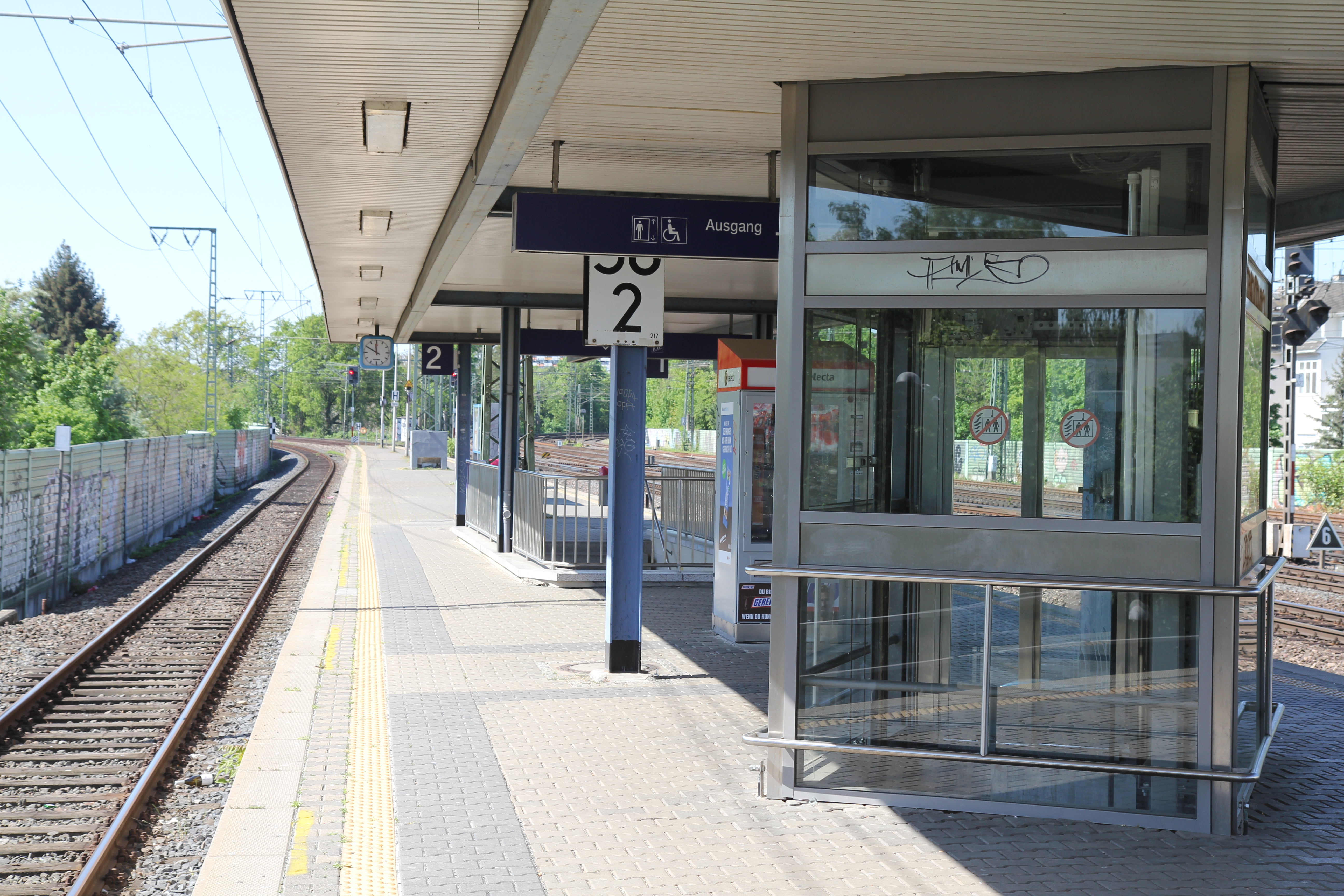
Bahnsteig mit Aufzug, Blick westwärts
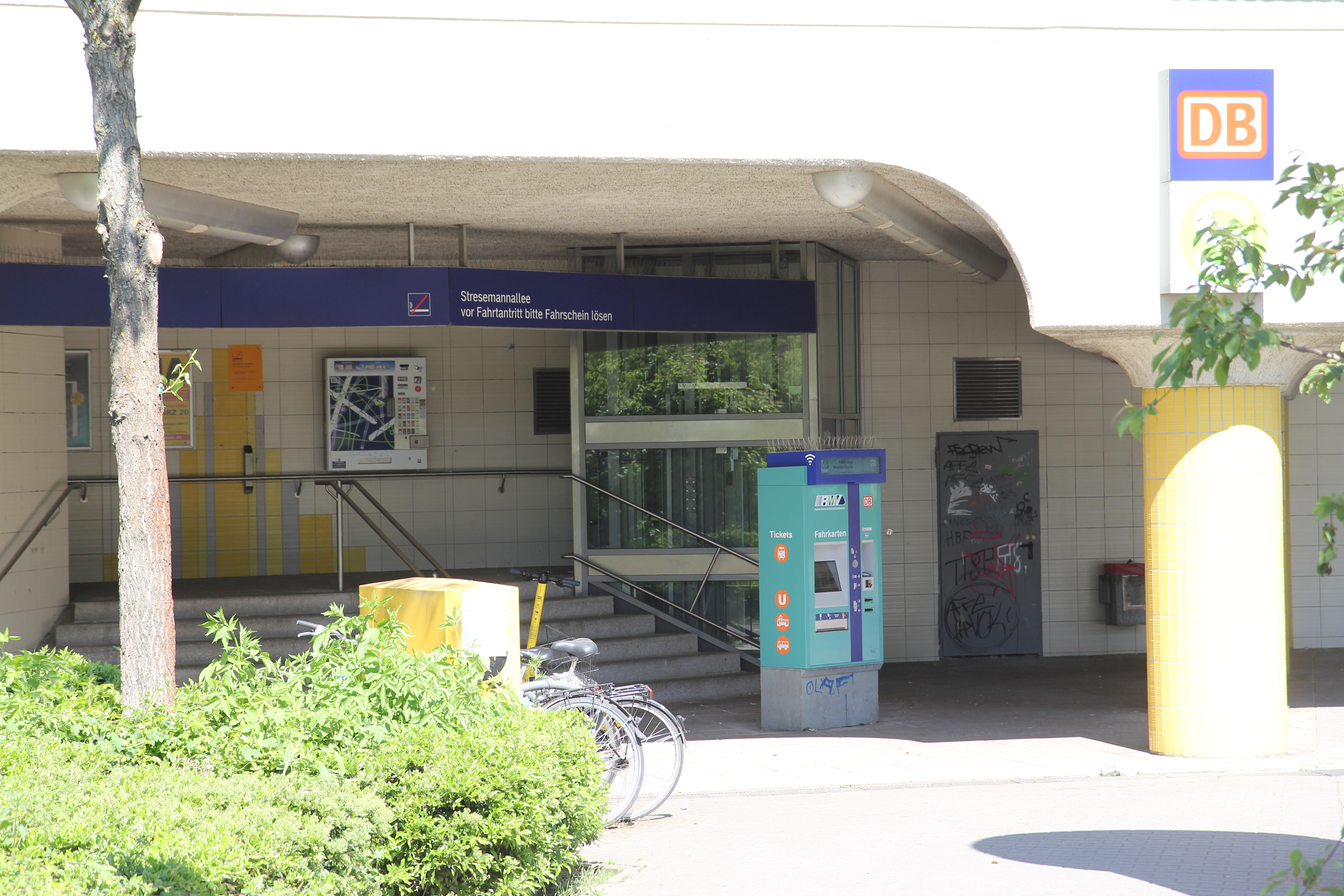
Aufgang von Südwestecke der Unterführung
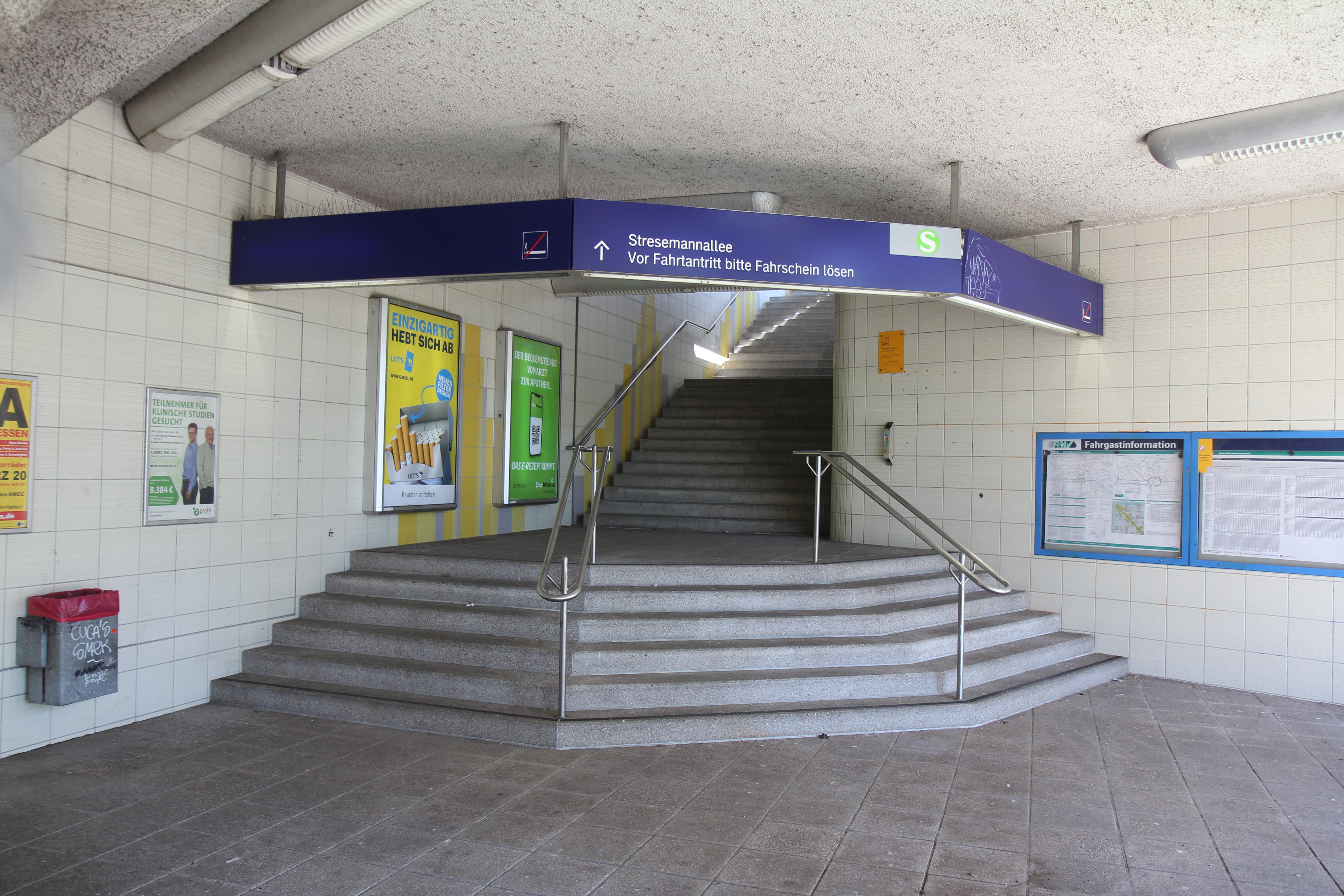
Aufgang von der Südostecke der Unterführung
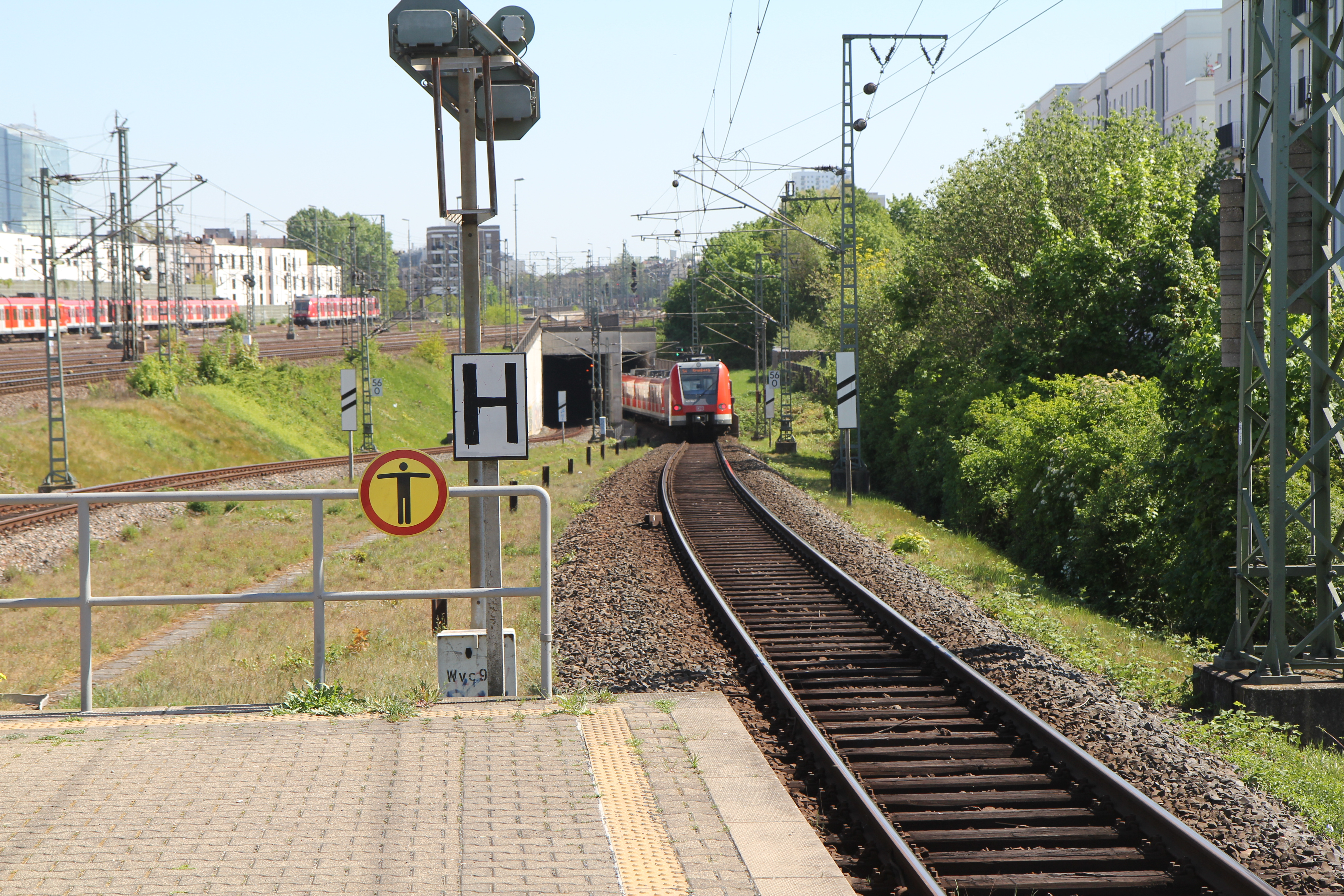
Zur Stammstrecke der S-Bahn Rhein-Main durch den S-Bahn-Tunnel Frankfurt Stresemannallee